# 伍爾維奇 (緬因州)
伍爾維奇（英語：Woolwich）是一個位於美國緬因州薩加達霍克縣的鎮。

## 人口
根據2020年美國人口普查的數據，伍爾維奇的面積為107.72平方千米，當中陸地面積為90.88平方千米，而水域面積為16.83平方千米。當地共有人口3068人，而人口密度為每平方千米28人。